# Обстрелы Шебекино
Обстрелы Шебекина, 40-тысячного города в Белгородской области в 6 км от российско-украинской границы, со стороны Украины происходят в ходе вторжения России на Украину. Наиболее крупные обстрелы, приведшие к массовому выезду горожан, случились в конце мая-начале июня 2023 года.
По состоянию на 2024 год обстрелы города продолжаются.

## История
Вторжение России в Украину, начатое в 2022 году, постепенно всё больше стало перекидываться на саму Россию.
Обстрелы города начались в октябре 2022 года, после того как в результате контрнаступления в Харьковской области ВС РФ отошли к российско-украинской границе. 22 октября от попадания снаряда загорелся торговый центр «Галерея»: двое погибли, 14 человек пострадали.
По данным, собранным «Новой газетой. Европа» из Telegram-каналов губернатора Белгородской области Вячеслава Гладкова, и из СМИ, с начала зимы до начала февраля 2023 года город и его окрестности попали под обстрелы как минимум 27 раз, жертвами обстрелов стали 22 человека, из которых 5 скончались, были разрушены 66 частных и 11 многоквартирных домов, торговый центр и рынок, периодически из-за обстрелов пропадает электричество.
Издание Радио «Свобода» пишет, что Украина не в первый раз обстреливает Шебекино, в частности: «многие из предыдущих обстрелов осуществлялись непосредственно ВСУ с помощью высокоточного оружия: например, в конце декабря украинской армии удалось вывести из строя электроподстанцию в этом городе».
Весной 2022 года жителей приграничных сёл Середа, Журавлёвка и Нехотеевка переселили в пункты временного размещения, ставшие для них постоянным местом проживания.

### Обстрелы в мае — июне 2023 года
По свидетельствам горожан, обычно снаряды попадали в одни и те же районы, а интенсивность осенних обстрелов несопоставима с тем, что началось весной 2023 года. По словам местного жителя: 

…бывало, за две-три недели ни одного хлопка — ничего.
Постепенно обстрелы города учащались. В мае 2023-го руководство области отчиталось о 130 обстрелах. В апреле их было 42, до этого — обычно около двух десятков в месяц. Новая мощная серия обстрелов началась 26 мая.
27 мая губернатор Гладков сообщил, что попал под обстрел на въезде в город.
31 мая Гладков сообщил, что ночью Шебекино обстреливали в том числе из реактивной системы залпового огня «Град». Издание Радио «Свобода» пишет, что одна из фотографий, сделанных в Шебекине, показывает остаток боеприпаса, похожий на пустую кассетную часть ракеты установки «Град».
Обстрелы усилились в ночь с 31 мая на 1 июня. По заявлению Гладкова, обстрелы произошли в полночь, в 3:40 и в 5:15. Около 11 утра Гладков сообщил об ещё одном обстреле с одним пострадавшим.
1 июня закрыли на въезд в Шебекино. В городе были прекращена подача электроэнергии и водоснабжение, не работали предприятия и магазины.
По данным Гладкова, 1 июня в Шебекино прилетело около 850 боеприпасов, из-за чего пострадало 16 человек. Главный врач Городской больницы № 2 Белгорода Роман Проценко сообщил, что поступило 10 человек из Шебекина и один — из Борисовского района, все — с минно-взрывными травмами, четверо находятся в реанимации в тяжёлом состоянии.
Местные власти сообщают, что 2 июня из-за попаданий снарядов загорелись квартиры в двух многоквартирных домах.
Издание Радио «Свобода» пишет, что по данным видеороликов, повреждены в основном жилые дома и «география повреждений охватывает, как минимум, почти всю центральную часть города», при этом издание не нашло свидетельств, что повреждённые дома как-либо использовались военными.
Воюющий на стороне Украины Русский добровольческий корпус, по словам Ильи Пономарёва, обстрелял «Градами» отделение полиции в Шебекине. В городе есть несколько отделений полиции, одно из которых, как отмечает Радио «Свобода», находится недалеко от обстрелянных жилых домов на улице Свободы. Телеканал «Звезда» сообщил о пожаре в отделении полиции.
Издание «Baza» без указания на источник написало, что Шебекино было обстреляно из танков, ствольной артиллерии, миномётов и реактивных систем залпового огня.
23 июня, на фоне рассылки от МЧС об обстрелах, которые получают жители, глава администрации Шебекинского округа Владимир Жданов заявил, что в Шебекине магазины вернулись к работе «в полном объёме». Местные жители под постом губернатора пожаловались, что работодатели заставляют их выходить на работу, а тем, кто уехал из региона, угрожают увольнением. Гладков же назвал «естественным» тот факт, что работодатели требуют от своих сотрудников вернуться. Ранее стало известно, что из Шебекина уехали 87 сотрудников городской администрации и её структур. Избирательная комиссия Белгородской области отменила выборы муниципального совета Шебекинского городского округа, которые должны были состояться в сентябре.
В ночь на 8 июля в результате очередного обстрела снаряды попали на территорию центрального рынка Шебекина и овощной базы. В результате возникли несколько пожаров.
На фоне продолжающихся обстрелов власти Белгородской области приостановили возвращение жителей Шебекина в город на фоне новых обстрелов.
16 июля ВСУ обстреляли район центрального рынка в приграничном Шебекине, погибла местная жительница.

### Дальнейшие обстрелы
1 октября в Шебекине был обстрелян рынок. Осколочные ранения получили три человека, повреждены фасады торговых павильонов на рынке, муниципальные гаражи и три автомобиля.
12 марта 2024 года в городе при падении дрона выбито несколько окон в двух многоквартирных домах, пострадала женщина.
13 марта при обстреле города пострадал сотрудник промышленного предприятия, повреждены жилые дома и линии электропередачи.
12 мая ВСУ дважды атаковали город. Зафиксированы повреждения линий электропередачи и двух промышленных предприятий.
16 мая город был обстрелян из реактивных систем залпового огня. По предварительным данным, пострадали два человек. Повреждены восемь частных жилых домов и несколько автомобилей.
19 мая года ВСУ вновь обстреляли город. По предварительной информации, 11 человек пострадали. В результате обстрела зафиксированы разрушения в семи многоквартирных домах, повреждены 25 автомобилей.
25 мая украинский дрон-камикадзе упал на автомобильной стоянке рядом с продуктовым магазином и сдетонировал, местная жительница получила ранения.
14 июня в результате обрушения подъезда пятиэтажного жилого дома, погибли пять человек, ещё шестеро получили ранения. По мнению военного эксперта Яна Матвеева, исходя из имеющихся материалов, определить причину обрушения невозможно. По утверждению официального представителя Кремля Дмитрия Пескова, причиной произошедшего стал обстрел со стороны ВСУ.

## Эвакуация
После активизации обстрелов в 2023 году жители Шебекина начали покидать город.
По заявлению губернатора Гладкова, детей из приграничных Грайворонского и Шебекинского районов начали увозить в другие регионы — 300 — в Воронеж, 200 — в Пензу, 600 — в Ярославль и 300 — в Калугу. Жителям приходилось платить за эвакуацию своих детей по 3000 рублей. По заявлению главы Шебекинского городского округа Владимира Жданова, деньги собирали, чтобы везти детей на «комфортабельных автобусах», и что соответствующее решение было принято большинством родителей. По словам Жданова, деньги, потраченные на перевозку детей, будут возвращены.
В Белгороде создано шесть пунктов временного размещения общей вместимостью 3000 человек, в том числе самый крупный — на стадионе «Белгород Арена» вместимостью 1250 человек.
Губернатор Гладков заявил, что централизованная эвакуация взрослого населения не будет производиться для безопасности, чтобы не собирать людей в одном месте, и что люди могут приезжать в пункты временного размещения в Белгороде на своём транспорте.

## Заявления о рейде
Русский добровольческий корпус, ранее совершавший рейд на Грайворон Белгородской области в мае 2023 года, 1 июня того же года сообщил о новом рейде в направлении Шебекина и населённых пунктов Шебекинского района. Министерство обороны России заявило о предотвращении «вторжения».
5 июня губернатор Белгородской области Вячеслав Гладков сообщил, что представители региональных властей «не могут войти» в село Новая Таволжанка, расположенного недалеко от Шебекина. Русский добровольческий корпус утверждает, что продолжает контролировать населённый пункт. Они предложили Гладкову встретиться с ними в селе, чтобы отдать пленных, но встреча так и не состоялась.

## Реакция властей и освещение в СМИ
Власти России и федеральные СМИ не акцентируют внимания на происходящем в Белгородской области.
Жители города и соседних сёл, недовольные недостаточным вниманием властей к находящемуся под обстрелами городу, запустили в социальных сетях хештеги #ШебекиноЭтоРоссия и #ЗаШебекино. Местные жители возмущались тем, что федеральные СМИ активно освещали произошедшую 30 мая атаку беспилотников на Москву, но игнорировали обстрелы Шебекина.
После того, как люди начали оставлять комментарии об обстрелах в официальном паблике Первого канала, его администраторы внесли слово «Шебекино» в запрещённые и удалили все сообщения с его упоминанием.
1 июня, после активного обстрела, власти России не прокомментировали его по существу. Пресс-секретарь президента Дмитрий Песков только заявил, что Владимир Путин «постоянно получает доклады от Минобороны, погранслужбы, ФСБ, МЧС и от региональных властей».
Депутат Госдумы Андрей Гурулёв в эфире передачи «Соловьёв.Live» сказал, что авиация должна «разобраться в Шебекине планировочными бомбами».